# CITES

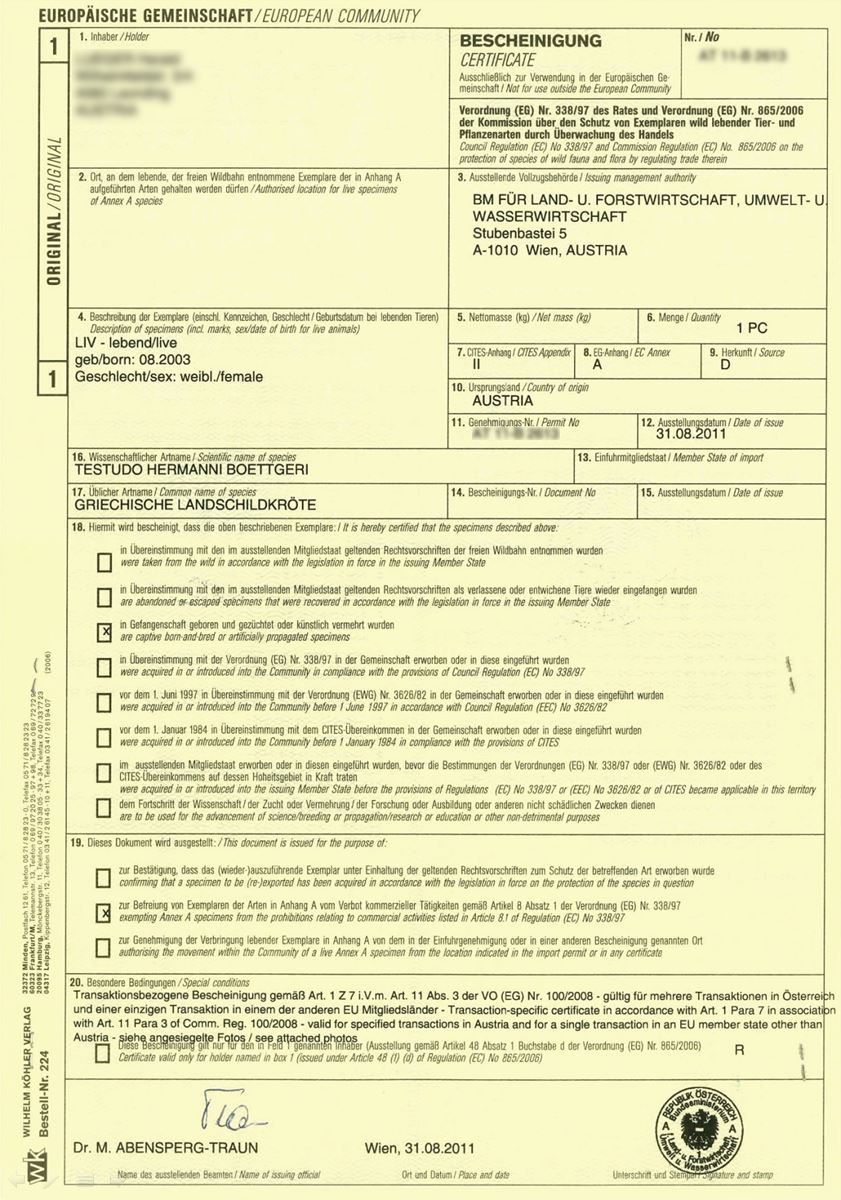
Certificado CITES austriaco de una tortuga mediterránea

La Convención sobre el Comercio Internacional de Especies Amenazadas de Fauna y Flora Silvestres, más conocida como CITES por sus siglas en inglés (Convention on International Trade in Endangered Species of Wild Fauna and Flora), es un tratado internacional redactado con base en la resolución adoptada en 1973 por los miembros de la Unión Internacional para la Conservación de la Naturaleza (en inglés International Union for Conservation of Nature, IUCN). Su propósito es asegurar que el comercio internacional de animales y plantas salvajes no amenace su supervivencia en su medio natural. El tratado ofrece varios grados de protección y cubre a más de 40.900 especies de animales y plantas.
Siendo de participación voluntaria, el tratado comenzó con 80 signatarios el año de su entrada en vigor (1975), habiendo alcanzado los 183 países en la actualidad. En algunos idiomas se conoce como Tratado de Washington, ciudad en la que fue redactado y firmado.
A partir de diciembre de 2024, la Secretaria General de la CITES es Ivonne Higuero.

## El Convenio
CITES es considerado el acuerdo más importante y extenso sobre la protección de especies, y sirve como acuerdo marco para las partes firmantes (183 países, entre adherentes y ratificantes). Eso significa que el tratado no viene a reemplazar las leyes propias de cada país, las cuales pueden ser más estrictas pero no más permisivas. Los países están, por tanto, en su derecho a prohibir la comercialización o tenencia de especies que la CITES meramente regula a nivel de control de su comercialización. En este respecto, la Unión Europea, por ejemplo, ha acordado implementar una clasificación más estricta, en la que muchas especies pasan a estar incluidas en categorías (apéndices) que ofrecen más protección. En cambio, especies que en Europa son comerciables, como la tortuga mediterránea (una especie cada vez más amenazada), pueden ser prohibidas en otros países, como es el caso de Israel (donde no se admite la tenencia particular de ninguna especie de tortuga terrestre).
El tratado requiere que los países firmantes designen al menos una autoridad administrativa, una autoridad científica y centros de observancia y control, los cuales suelen ser regulados por los ministerios correspondientes de cada país. En la Unión Europea el convenio, en vigor desde 1 de enero de 1984, se aplica mediante el Reglamento (CE) 338/97, de 9 de diciembre de 1996, por el que se regula la protección de especies de fauna y flora silvestres mediante el control de su comercio. Por su parte, el Reglamento (CE) 865/2006, de 4 de mayo de 2006, establece las disposiciones de aplicación del reglamento anterior.
Dado que en ocasiones las especies cuya comercialización se prohíbe o se regula son especies migratorias, la CITES se beneficia también del Convenio de Bonn sobre la conservación de las especies migratorias de animales silvestres, de 1979, debido a que proteger a ejemplares de dichas especies plantea retos particulares por el hecho de que cruzan fronteras.

### Certificados CITES
Uno de los cometidos de las autoridades administrativas es la expedición de los permisos y certificados pertinentes. Ninguna de las especies que se encuentran en la lista de especies protegidas (LEPFFS) puede ser comercializada sin que el vendedor, y luego el comprador, dispongan del certificado correspondiente. Los certificados, que muchas veces reciben el apelativo de DNI, se expiden por las autoridades veterinarias según las normas de cada país, normalmente en una fecha cercana al nacimiento o eclosión del ejemplar. Un certificado para la venta de un animal protegido dentro de un país no sirve para su exportación o importación, los cuales requieren de una licencia diferente y el cumplimiento de las normas del país destino. Dentro de la Unión Europea, un certificado CITES común permite múltiples ventas de un ejemplar dentro del país, y una sola venta a otro Estado miembro de la UE.
Siendo especies cuyas comunidades están estrictamente controladas, raramente (y cuando las circunstancias lo justifican) se expiden permisos para animales recién capturados (ejemplares silvestres).

## Las especies
Unas 5800 especies de animales y 30 000 de plantas están protegidas por la CITES contra la sobreexplotación a través del comercio internacional. Las especies se agrupan en apéndices, según la amenaza a la que se encuentra sometida:
- Apéndice I: Incluye especies en peligro de extinción. El comercio de individuos de estas especies se permite solamente en circunstancias excepcionales.
- Apéndice II: Incluye especies amenazadas con poblaciones que se han visto muy reducidas, aunque no están en peligro extinción, aplicando los controles necesarios para su comercialización.
- Apéndice III: Incluye especies que están amenazadas al menos en un país (y hasta en peligro de extinción a nivel local), y que han solicitado a las partes del tratado ayuda para controlar el comercio en ellas.[12]

La tabla a continuación es una aproximación de enero de 2017 de las cifras de especies incluidas en la LEPFFS:
|               | Apéndice I                                           | Apéndice II                                         | Apéndice III                     |
| ------------- | ---------------------------------------------------- | --------------------------------------------------- | -------------------------------- |
| FAUNA         |                                                      |                                                     |                                  |
| Mamíferos     | 318 spp. (incl. 13 popns) + 20 sspp. (incl. 4 popns) | 513 spp. (incl. 17 popns) + 7 sspp. (incl. 2 popns) | 52 spp. + 11 sspp                |
| Aves          | 155 spp. (incl. 2 popns) + 8 sspp.                   | 1278 spp. (incl. 1 popn) + 4 sspp.                  | 27 spp.                          |
| Reptiles      | 87 spp. (incl. 7 popns) + 5 sspp                     | 749 spp. (incl. 6 popns)                            | 61 spp.                          |
| Anfibios      | 24 spp.                                              | 134 spp.                                            | 4 spp.                           |
| Peces         | 16 spp.                                              | 107 spp.                                            | 24 spp. (incl. 15 popns)         |
| Invertebrados | 69 spp. + 5 sspp.                                    | 2171 spp. + 1 sspp.                                 | 22 spp. + 3 sspp.                |
| Fauna total   | 669 spp. + 38 sspp.                                  | 4952 spp. + 12 sspp.                                | 190 spp. + 14 sspp.              |
|               |                                                      |                                                     |                                  |
| FLORA         | 334 spp. + 4 sspp.                                   | 29644 spp. (incl. 93 popns)                         | 12 spp. (incl. 1 popns) + 1 var. |
|               |                                                      |                                                     |                                  |
| TOTAL         | 1003 spp. + 42 sspp.                                 | 34596 spp. + 12 sspp.                               | 202 spp. + 14 sspp. + 1 var.     |

* spp especie; sspp: subespecie; popn: población; var.: variedad

#### Modelo europeo de clasificación
En el marco de la adaptación de la CITES a la normativa europea, los apéndices I y II fueron rebautizados como apéndices A y B, empleando medidas de protección más estrictas a ciertas especies y teniendo más en cuenta las reservas expresadas por los Estados miembros. En marzo de 2020 se incorporaron dos apéndices adicionales, siendo la clasificación europea actual la siguiente:
- Apéndice A: Todas las especies incluidas en el apéndice I (salvo reservas registradas por un Estado miembro) y especies de los apéndices II y III sujetas por las autoridades europeas a medidas más estrictas. En casos excepcionales se pueden incluir especies que no figuran en la LEPFFS en ninguno de sus supuestos.
- Apéndice B: Todas las especies incluidas en el apéndice II (salvo reservas registradas por un Estado miembro) y especies del apéndice III y otras no incluidas en la LEPFFS, menos las incluidas en el apéndice anterior, que la UE considera merecedoras de este nivel de protección.
- Apéndice C: Todas las especies incluidas en el apéndice III (salvo reservas registradas por un Estado miembro), menos las incluidas en los apéndices anteriores.
- Apéndice D: Todas las especies sobre las que se han registrado reservas de algún Estado miembro, y algunas especies que no figuran en la LEPFFS que se incluyen por consistencia con las directivas europeas sobre hábitat y sobre aves.

## Base de datos interactiva

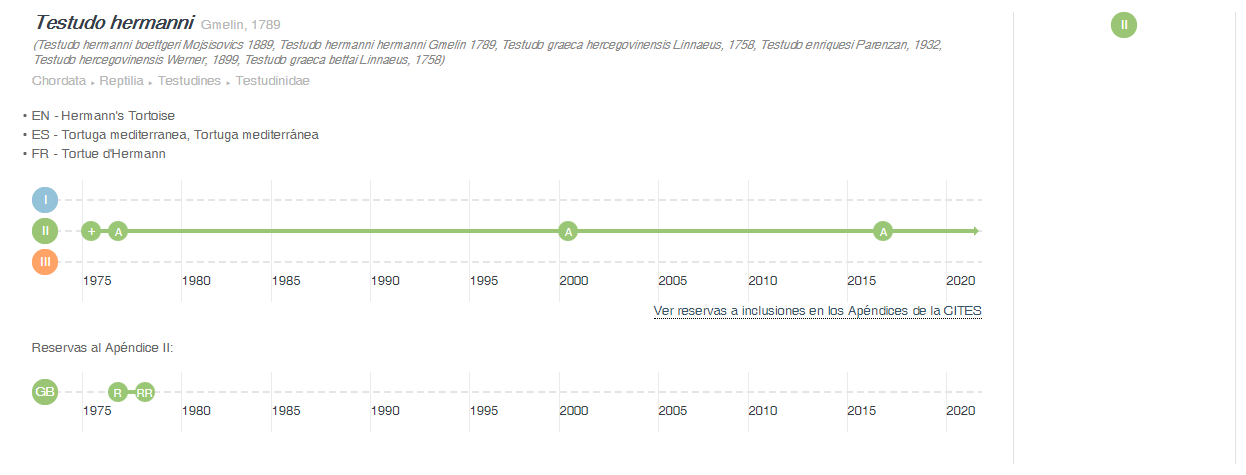
Situación del Testudo Hermanni: Clasificación CITES, clasificación EU y reservas registradas.

A partir de 2019, la web de la CITES ofrece una base de datos en línea completa con acceso libre para el público, incluida una versión en español, llamada Species+ / CITES Checklist API. Se trata de una herramienta interactiva que permite al usuario diseccionar las estadísticas relevantes a cada especie y realizar comparaciones cronológicas y entre especies. La nomenclatura utilizada es en latín (terminología oficial) junto a su designación en inglés, español y francés. Los cronogramas proporcionan una visualización de la historia de las inclusiones en los apéndices de la CITES, incluyendo indicaciones sobre incorporación, eliminación o cambio en la anotación de un taxón correspondiente a su inclusión en la lista. También se muestra información sobre las reservas interpuestas por ciertos países, en caso de que existan, y cuando estas se hayan retirado. En todo momento se puede ver la fecha exacta del evento pasando el puntero del ratón sobre los símbolos correspondientes.
A partir de marzo de 2020 la base de datos incluye además de la clasificación de la CITES también la clasificación europea de las distintas especies.

## Asambleas
La Conferencia de las Partes (CoP) es la asamblea general de la CITES que actualmente se reúne cada tres años, la última vez en Ginebra, Suiza. La próxima CoP (2022) tendrá lugar en San José, Costa Rica, una ciudad que ya alojó la segunda CoP, de 1979. Aparte de la CoP existen comités de expertos de la CITES que se reúnen en Ginebra en los años que no se celebra la CoP, salvo el Comité Permanente que se reúne todos los años.
| Cconferencia | Ciudad            | País           | Fechas                                |
| ------------ | ----------------- | -------------- | ------------------------------------- |
| CoP 1        | Berna             | Suiza          | 1976: 2–6 de noviembre                |
| CoP 2        | San José          | Costa Rica     | 1979:19–30 de marzo                   |
| CoP 3        | Nueva Delhi       | India          | 1981: 25 de febrero – 8 de marzo      |
| CoP 4        | Gaborone          | Botsuana       | 1983: 19–30 de abril                  |
| CoP 5        | Buenos Aires      | Argentina      | 1985: 22 de abril – 3 de mayo         |
| CoP 6        | Ottawa            | Canadá         | 1987: 12–24 de julio                  |
| CoP 7        | Lausana           | Suiza          | 1989; 9–20 de octubre                 |
| CoP 8        | Kioto             | Japón          | 1992: 2–13 de marzo                   |
| CoP 9        | Fort Lauderdale   | Estados Unidos | 1994: 7–18 de noviembre               |
| CoP 10       | Harare            | Zimbabue       | 1997: 9–20 de junio                   |
| CoP 11       | Nairobi           | Kenia          | 2000: 10–20 de abril                  |
| CoP 12       | Santiago de Chile | Chile          | 2002: 3–15 de noviembre               |
| CoP 13       | Bangkok           | Tailandia      | 2004: 2–14 de octubre                 |
| CoP 14       | La Haya           | Países Bajos   | 2007: 3–15 de junio                   |
| CoP 15       | Doha              | Catar          | 2010: 13–25 de marzo                  |
| CoP 16       | Bangkok           | Tailandia      | 2013: 3–14 de marzo                   |
| CoP 17       | Johannesburgo     | Sudáfrica      | 2016: 24 de septiembre – 5 de octubre |
| CoP 18       | Ginebra           | Suiza          | 2019: 17-28 de agosto                 |
| CoP 19       | Ciudad de Panamá  | Panamá         | 2022: 14-25 de Noviembre              |